# Aemilianus (Cognomen)
Aemilianus (wörtlich: „Adoptivkind [aus] der gens Aemilia“) ist ein römisches Cognomen, das bei den gentes Aemilia, Asellia, Cornelia, Corvinia, Fabia, Palladia, Sicinia und Vinia verbreitet war.
Das Cognomen wurde zuerst von Marcus Livius Drusus Aemilianus angenommen, dem ersten dokumentierten Fall einer Adoption aus einer patrizischen in eine plebejische Familie. Etwas später nahmen auch der Konsul Publius Cornelius Scipio Aemilianus Africanus („der jüngere Scipio“) sowie dessen Bruder Quintus Fabius Maximus Aemilianus das Cognomen an.

## Namensträger
- Aemilianus (Konsul 276), römischer Senator
- Aemilius Aemilianus (Tribun), römischer Offizier, 3. Jahrhundert
- Asellius Aemilianus († 193), römischer Senator und Statthalter der Provinz Asia
- Desidienus Aemilianus, römischer Offizier, 3. Jahrhundert
- Lucius Fulvius Aemilianus (Konsul, 206), römischer Konsul 206
- Lucius Fulvius Aemilianus (Konsul, 244), römischer Konsul 244
- Lucius Fulvius Gavius Numisius Aemilianus, römischer Konsul 249
- Lucius Mussius Aemilianus († 262), römischer Gegenkaiser 261–262
- Marcus Aemilius Aemilianus (207/213–253), römischer Kaiser 253
- Marcus Barbius Aemilianus, römischer Suffektkonsul 140
- Marcus Laelius Fulvius Maximus Aemilianus, römischer Konsul 227
- Marcus Livius Drusus Aemilianus, Vater des Gaius Livius Drusus und Marcus Livius Drusus („Drusus der Ältere“)
- Nummius Aemilianus Dexter, Prätorianerpräfekt von Italien 395
- Publius Cornelius Scipio Aemilianus Africanus (Scipio Aemilianus; 185 v. Chr.–129 v. Chr.), römischer Feldherr und Politiker
- Quintus Fabius Maximus Aemilianus (um 186 v. Chr.–um 130 v. Chr.), römischer Konsul und Feldherr
- Sextus Attius Suburanus Aemilianus, römischer Prätorianerpräfekt und Konsul 104
- Strabo Aemilianus, römischer Suffektkonsul 156